# Шмырята
 Шмырята  — опустевшая деревня в Афанасьевском районе Кировской области в составе Бисеровского сельского поселения.

## География
Расположена на расстоянии примерно 18 км на север по прямой от районного центра поселка  Афанасьево на правобережье реки Кама.

## История
Известна с 1727 года как деревня Полом с 5 дворами. В 1873 году учитывалась как Шмырины, часть деревни Поломская. В 1905 в деревне Поломское или Шмырята дворов 16 и 87 жителей, в 1926 18 и 82, в 1950 22 и 81, в 1989 оставалось 4 жителя.  

## Население
Постоянное население составляло 3 человека (русские 100%) в 2002 году, 0 в 2010.